# Алимов Сергій Якович
Сергі́й Я́кович Али́мов (9 квітня 1892, с. Боромля Охтирського повіту (нині селище Тростянецького району Сумської області) — 29 квітня 1948) — радянський письменник, автор слів багатьох популярних пісень 1930—1940-х років.

## Біографія
Вчився в Харківському комерційному училищі Імператора Олександра III, яке не закінчив, оскільки був арештований за зв'язок з революційною організацією й понад рік провів під вартою.
С. Алимов у 1911 році був засланий на вічне поселення в Єнісейську губернію, звідки через кілька місяців після прибуття утік до Китаю. Подорожував Японією, Кореєю, Австралією, в 1917 році оселився в Харбіні (Манчжурія). Навідувався у Владивосток під час перебування там футуристів Давида Бурлюка, Н. Асєєва, С. Третьякова, з якими в нього встановилися приятельські стосунки.
 

## Творчість
У період еміграції видав три книги віршів: «Киоск нежности», «Оклик мира», «Арфа без молний».
     
Після повернення під час корензації в 1926 році С. Алимов перетворюється з декаденського поета Російського Зарубіжжя в радянського поета-пісняра.
     
У другій половині 1920-х рр. він переселився в Москву, писав переважно тексти для радянських пісень; найбільш відомі з них — «Вася-Василёк», «Хороши в саду цветочки», «Краснофлотский марш». Він співпрацює з московськими журналами та газетами, зайнявшись виключно письменницькою працею. Він написав сценарій фільму «з корейського життя» «Клеймо хреста», роман «Нанкін-Род», ряд оповідань і нарисів, тепер уже «з китайського життя», вірші та поеми на різні теми.
З часу заснування у 1928 році Червонопрапорного ансамблю пісні і танцю Червоної армії під керівництвом А. В. Александрова Алимов став одним з його постійних авторів. На його слова писали пісні найвідоміші композитори того часу — Матвій Блантер, Ісак Дунаєвський, Анатолій Новіков, Костянтин Лістов, а виконували найпопулярніші співаки — Павло Лісіціан, Сергій Лемешев, Георгій Виноградов, Володимир Бунчиков, Надія Обухова та інші.

## Заслання
В кінці 1929 року, або на самому початку 1930 року, С. Алимов опинився в Бутирській в'язниці, де в той час перебували багато його колег по перу. В кінці червня 1930 року він був засуджений на 10 років за статтею 58 Кримінального кодексу РРФСР, за якою саджали «контрреволюціонерів».
Однак про історію арешту, слідства та перебування у в'язниці сам С. Алимов не залишив жодних свідчень. Ці роки геть викреслені ним з біографії. Навіть в офіційних автобіографіях він акуратно обходив цю небезпечну тему, невимушено переходячи з 30-х відразу до Великої Вітчизняної війни.
В Біломорсько-Балтійському виправно-трудовому таборі НКВД СССР (Бєломорстрої), шанували професійного поета. Тому, не випадково, С. Алимов дуже швидко став вельми помітним співробітником КВО Бєломорстроя по всій довжині будівництва від Повенця до Сороки і бажаним автором численних табірних видань. А в середовищі керівництва, інженерів і простих табірників виявився вельми шанованим і навіть популярним.
Судячи з усього, він працював десь при табірному клубі, обслуговував театр або був десь поруч з ними. Ніяких згадок про охорону, нари, зону, загальні роботи у нього в щоденнику з кінця лютого по кінець вересня 1931 не було.
Потім з Кємі його шлях проліг до Медвежої Гори, в табірну «столицю», на Бєломорстрой. Він «пішов на підвищення», був переведений в культурно-виховний відділ (КВО) Біломорсько-Балтійського виправно-трудового табору НКВД СССР.
14 листопада 1932 року С. Алимов подав начальнику Біломорсько-Балтійського виправно-трудового табору Л. І. Когану рапорт з пропозицією створити літературно-мистецький збірник про Бєломорстрой. Вже до кінця 1932 року побачила світ збірка «Моря соединим! Стихи и песни на Беломорстрое» (издание культурно-воспитательного отдела Беломорско-Балтийского лагеря ОГПУ. Медвежья Гора, 1932).
У 1934 році С. Алимова залучили до створення пісень до звукової художньої кінокартини «Заключенные». Кіно знімали просто на Біломорканалі. Стрічка мала продемонструвати країні, як дружно, злагоджено і весело трудяться на великих будовах колишні злодії, бандити, повії і шкідники, як по-батьківськи займаються їх «перековкою» мудрі чекісти. І що ГУЛАГ — це зовсім не те, про що нишком розповідають рідкісні очевидці, які за чиїмось недоглядом повернулися з таборів.
Поет написав для фільму сім пісень: «Духовая», «Игровая», «Песня победы», «Песня Соньки», «Песня урок», «Победная песня» та «Сплавная».

## Воєнні дії
В січні 1942 року С. Алимова зарахували в кадри Головного політичного управління Військово-Морського Флоту. У лютому (до серпня 1942 року) з приписом Главпура ВМФ його відрядили на Чорноморський флот: Севастополь — Балаклава — Чорноморське узбережжя, де в ту пору йшли запеклі бої.
Він брав участь в обороні Севастополя, за що нагороджений орденом Червоної Зірки та медаллю «За оборону Севастополя» і, як сказано в його характеристиці Союзу письменників СРСР, «виїжджав у відрядження на різні фронти, виконуючи завдання командування. Нагороджений наркомом оборони іменним годинником».

## Післявоєнна творічість
Відразу після закінчення Другої світової війни наказом наркома ВМФ (№ 01087 від 7 червня 1945 року) С. Алимов звільнений у запас у званні майора.
У 1946 році Воєніздат випустив поетичну збірку «Этих дней не смолкнет слава», у якій багато його творів. Він написав поему «Дядя Костя» (Заслонов), яка передавалася в уривках по радіо і була частково надрукована, а також «Переможну кантату» (муз. Новікова).
В кінці грудня 1947 року здав видавництву «Московский рабочий» новий збірник віршів і пісень, у тому числі написаних з нагоди 30-річчя Радянської армії. До цього ж часу відноситься створення кантати «Знамя Победы» для Червонопрапорного ансамблю пісні і танцю.
С. Алимову також належить літературна обробка пісні «По долинах і по узгір'ях».

### Пісня «Мы фашистов разобьём» (1941р.)

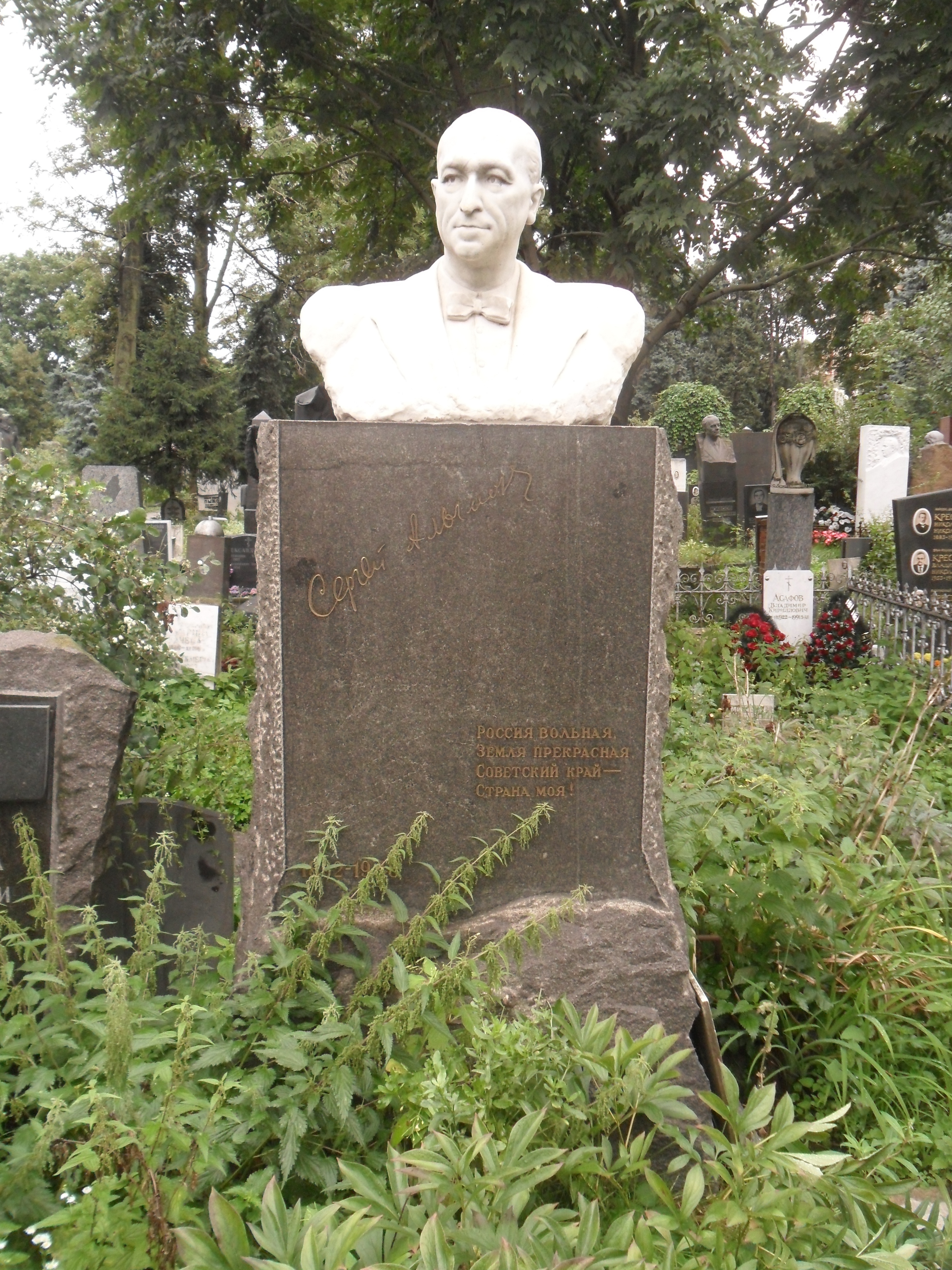
Могила Сергія Алимова на Новодівочому кладовищі

Музика: Вано Мураделі Слова: Сергій Алимов/ Виконував Профспілковий ансамбль пісні і танцю п/у І. Ліцвенко, соліст А. Кусле'в/
|  | Злее волка, тише вора Враг залез к нам в час ночной. От фашистской темной своры Отстоим мы край родной. Мы горим священным жаром, И ответит на налет Сокрушительным ударом Наша армия и флот. Те, кто бомбы в нас метали, Нам ответят за разбой. Нас ведет товарищ Сталин На последний грозный бой! Весь союз наш необъятный - Как железная стена. Всех зовет на подвиг ратный Всенародная война! Наше счастье, нашу волю Не спалить врагу огнём. На морях, в лесах и в поле Мы фашистов разобьём. И от края и до края Будет славить нас народ, Громко песня боевая О победах пропоёт! |

Мы фашистов разобьём [Архівовано 18 травня 2017 у Wayback Machine.]

## Смерть
С. Алимов загинув у автодорожній пригоді 29 квітня 1948 року. Помер в одній з московських лікарень.
Похований на Новодівочому кладовищі.

## Увічнення пам'яті
15 серпня 1948 року розпорядженням Ради Міністрів СРСР, підписаним Йосипом Сталіним, пам'ять письменника С. Алимова була увічнена як класика радянської літератури.
Уряд розпорядився про:
- спорудження пам'ятника та встановлення пам'ятної дошки,
- видання «Вибраного» (в Москві у 1953 році),
- сім'ї встановили персональну пенсію,
- ім'ям названо пароплав «Сергей Алымов», який був побудований в 1955 році, в першу навігацію вийшов у 1956 році, власник судна Бєльське річкове пароплавство (Уфа). Після списання стояв як будинок відпочинку «Кристалл» в місті Саратов та мав певну популярність[4].

Художник-графік М. М. Бондаренко створив портрет Сергія Алімова, який надрукований в альбомі «Корінням із Сумщини».

## Нагороди
- Орден «Знак Пошани» (1939)
- Орден Червоної Зірки
- Медаль «За оборону Севастополя»

## Тексти пісень
- Песни Сергея Алымова [Архівовано 15 липня 2017 у Wayback Machine.]
- Киоск нежности: Стихи. — Харбин: Окно, 1920.
- Оклик мира. — Харбин, 1921.
- Песни. — М.: Сов. писатель, 1939.
- Всё для победы!: Стихи и песни. — М. (Казань): Сов. писатель, 1942.
- Этих дней не смолкнет слава. — М.; Л.: Военмориздат, 1946.
- [Песни]. — М.; Л.: Музгиз, 1948.
- Стихи и песни. — М.: Сов. писатель, 1949.
- Избранное. — М.: Воениздат, 1953.